# 肖恩·奥德里斯科尔
桑恩·米高·奧迪里高爾（英語：Sean Michael O'Driscoll，1957年7月1日—）是一名在英格蘭出生的愛爾蘭前足球運動員，退役後出任領隊，曾執教般尼茅夫、唐卡士打、克拉雷鎮、諾定咸森林、布里斯托城和英格蘭U19。球員時期效力富咸被暱稱為「大聲公」（Noisy）。他亦曾代表愛爾蘭參加國際賽。

## 生平

### 球員
奧迪里高爾於球員時期擔任中場，於1979-84年間效力富咸及1984-95年間效力般尼茅夫。他亦曾3次代表愛爾蘭參加國際賽。於1995年退役時，他為般尼茅夫上陣423球而成為球會當時歷來上陣次數最多的紀錄，後來才被史提夫·費查（Steve Fletcher）打破。退役後加入般尼茅夫的教練團隊。

### 領隊
般尼茅夫
2000年8月奧迪里高爾獲提升成為般尼茅夫的領隊，儘管遭到財務資源的限制，球隊在他的管治下仍然爭取到良好的成績，包括於2002/03年球季帶領球隊透過丙組聯賽附加賽取得升班資格。
唐卡士打
2006年9月奧迪里高爾離開般尼茅夫轉投唐卡士打，加盟初期在貝納維球場（Belle Vue）的表現平穩，成績逐步上揚，於2007年1月獲得「英甲每月最佳領隊」，並於英格蘭聯賽錦標決賽以3-2擊敗布里斯托流浪贏得錦標，成為少數領導兩支不同的球隊在千禧球場贏得比賽的領隊。
2007/08年球季是奧迪里高爾埶教唐卡士打的完整球季，領導球隊在溫布萊球場透過附加賽決賽以1-0擊敗取得最後一個升班英冠的席位。翌季雖然初時因為適應英冠的激烈競爭而苦苦掙扎，但最終仍以第14位遠離降班區域而成功護級。
雖然貪金有限，但接下來的一個半球季奧迪里高爾將唐卡士打打造成英冠其中一支最難應付的中游球隊之一。惟在2010/11年球季的下半季，球隊遭到球員傷患的困擾，更曾因無湊足11名一隊球員而要求將對諾域治的賽事改期舉行，於球季最後的19仗僅獲得1場勝利，由於上半季累積足夠的分數，唐卡士打仍然可以留守英冠。
唐卡士打的弱勢一直延續到翌季，而奧迪里高爾亦無法扭轉情況，直到2011年9月23日，球隊於開季的首7 場賽事僅取得1分，同日奧迪里高爾與副手李察·奧基利（Richard O'Kelly）獲證實被解除職務。
2012年1月18日奧迪里高爾加入在諾定咸森林的教練團隊，他擔任一隊教練。
克拉雷鎮
2012年5月奧迪里高爾接任英甲球會克拉雷鎮的領隊之職，但仍未帶領球隊參加過1場正式競爭性比賽便於7月離隊加盟諾定咸森林。
諾定咸森林
2012年7月19日奧迪里高爾獲英冠球會諾定咸森林的東主艾哈沙維家族（Al Hasawi family）聘任為領隊。直到2012年8月他合共簽入11名新球員，包括球迷寵兒（Adlène Guedioura），另外還有曾經合作過的前唐卡士打球員如（Simon Gillett）、詹姆斯·科平格（James Coppinger）和（Billy Sharp）等。2012年12月26日雖然球隊位處第8位，與附加賽僅差1分，但執教5個月便被科威特東主辭退。
布里斯托城
奧迪里高爾下台後一度獲當時位處英冠榜末的班士利邀請出任領隊的空缺，但他與董事會面後拒絕應聘。奧迪里高爾其後亦放棄出任黑池領隊的機會，於2013年1月14日接任布里斯托城的新領隊，簽訂一年滾動合約。2013年11月28日，經歷球隊降班後，奧迪里高爾帶領球隊於英甲出戰18場僅獲兩勝，位處第22位，執教10個月便遭辭退。
華素爾
2014年9月，奧迪里高爾獲委擔任英格蘭U19教練。9個月後，他轉投利物浦擔任布伦达·罗杰斯的副手。2015年12月18日，奧迪里高爾獲英甲球會華素爾委任為主教練，簽約18個月，接替離隊他投的迪恩·史密斯（Dean Smith）。

## 榮譽

### 球員
般尼茅夫
- 英格蘭丙組〈III〉聯賽冠軍（1）：1986/87年；

### 領隊
般尼茅夫
- 英格蘭丙組〈IV〉聯賽附加賽冠軍（1）：2002/03年；

唐卡士打
- 英格蘭甲級〈III〉聯賽附加賽冠軍（1）：2007/08年；
- 英格蘭聯賽錦標冠軍（1）：2007年；

## 外部連結
- 足球資料庫：桑恩·奧迪里高爾的領隊統計數據